# David Garnett
David (Bunny) Garnett (Brighton, 9 maart 1892 - Montcuq, 17 februari 1981) was een Brits schrijver en publicist. Als kind droeg hij een mantel van konijnenbont en daaraan dankte hij de bijnaam Bunny, die zijn familie en vrienden de rest van zijn leven zouden gebruiken,
Garnett was de zoon van de schrijver Edward Garnett en Constance Black, vertaalster van met name Russische literatuur. Hij weigerde tijdens de Eerste Wereldoorlog dienst op grond van gewetensbezwaren en bracht de oorlogsjaren door op een boerderij in Suffolk, Sussex, waar hij de kunstschilder Duncan Grant leerde kennen. Grant was een van de leden van de Bloomsburygroep. Literaire erkenning kreeg Garnett met de verschijning van zijn roman Lady into Fox (1922). Hij begon een boekhandel nabij het British Museum en een eigen uitgeverij: de Nonesuch Press. Zijn roman Aspects of Love (1955) werd later door Andrew Lloyd Webber tot een musical verwerkt.
Zijn eerste vrouw was Rachel Marchall (een zuster van Frances Partridge). Met haar kreeg hij twee zonen, Richard en William. Zijn vrouw overleed evenwel op jonge leeftijd aan de gevolgen van borstkanker. Garnett had ook seksuele relaties met Duncan Grant en Francis Birrell. Hij was op Charleston Farmhouse aanwezig bij de geboorte van Angelica Bell, de dochter van Vanessa Bell en Duncan Grant en voorspelde toen dat hij later met haar zou trouwen. Tot afschuw van haar ouders, gebeurde dat inderdaad in 1942 (de bruidegom toen net 50, de bruid 23). Zij kregen samen vier dochters (Amaryllis, Henriette en de tweeling Nerissa en Frances). De oudste dochter Amaryllis Garnett werd actrice.
Angelica en Bunny scheidden in 1961 en daarna leefde Garnett in Frankrijk, waar hij uiteindelijk ook overleed.

## Werk
- Turgenev (1917)
- Dope Darling (1919) roman geschreven onder pseudoniem Leda Burke
- Lady into Fox (1922) roman
- A Man in the Zoo (1924) roman
- The Sailor's Return (1925) roman
- Go She Must! (1927) roman
- The Old Dove Cote (1928) verhalen
- A Voyage to the Island of the Articoles door André Maurois (1928) vertaling
- Never Be a Bookseller (1929) memoires
- No Love (1929) novel
- The Grasshoppers Come (1931)
- A Terrible Day (1932)
- A Rabbit in the Air. Notes from a diary kept while learning to handle an aeroplane (1932)
- Pocahontas (1933)
- Letters from John Galsworthy 1900-1932 (1934)
- Beany-Eye (1935)
- The Letters of T. E. Lawrence (1938) redactie
- The Battle of Britain (1941)
- War in the Air (1941)
- The Campaign in Greece and Crete (1942)
- The Novels of Thomas Love Peacock (1948) redactie
- The Golden Echo (1953) autobiografie deel I
- The Flowers of the Forest (1955) autobiografie deel II
- Aspects of Love (1955)
- A Shot in the Dark (1958)
- A Net for Venus (1959) roman
- The Familiar Faces (1962) autobiografie deel III
- Two by Two (1963) roman
- 338171 T. E. (Lawrence of Arabia) door Victoria Ocampo (1963) vertaling
- Ulterior Motives (1966) roman
- The White/Garnett Letters (1968) briefwisseling met T.H. White
- Carrington: Letters & extracts from her diaries (1970) redactie
- First 'Hippy' Revolution (1970)
- A Clean Slate (1971)
- The Sons of the Falcon (1972) roman
- Purl and Plain (1973) verhalen
- Plough Over the Bones (1973) roman
- The Master Cat (1974)
- Up She Rises (1977)
- Great Friends. Portraits of Seventeen Writers (1979)
- David Garnett. C.B.E. A Writer's Library (1983)
- The Secret History of PWE : The Political Warfare Executive, 1939-1945 (2002)

- Bibsys: 90726271
- Biblioteca Nacional de España: XX923608
- Bibliothèque nationale de France: cb11904164b (data)
- CiNii: DA00566657
- Gemeinsame Normdatei: 119087308
- International Standard Name Identifier: 0000 0001 0866 474X
- Library of Congress Control Number: n79096715
- Nationale Bibliotheek van Letland: 000044154
- Bibliotheek van het Japanse parlement: 00440563
- Nationale Bibliotheek van Tsjechië: xx0005125
- Nationale bibliotheek van Australië: 35113661
- Nationale Bibliotheek van Israël: 987007585500505171
- Nationale en Universitaire bibliotheek Zagreb: 000014649
- Nederlandse Thesaurus van Auteursnamen: 06836976X
- Istituto Centrale per il Catalogo Unico: CFIV041671
- LIBRIS: 268747
- SNAC: w6zk63kh
- Système universitaire de documentation: 026882191
- Trove: 830544
- Virtual International Authority File: 7390509
- WorldCat: E39PBJwHfWW98JdYQjFVyY3hHC

1. ↑  Oxford Dictionary of National Biography.